# 男性の肖像 (バルドゥング)
『男性の肖像』（だんせいのしょうぞう、英: Portrait of a Man）は、1514年に板上に油彩で描かれた絵画である。制作者のハンス・バルドゥングは、アルブレヒト・デューラーの工房で働いていた可能性があるドイツ・ルネサンス期の画家である。作品は1854年にロンドン・ナショナル・ギャラリーに購入された。その際、画面には、デューラーの署名代わりに用いられていたモノグラムが記されていたが、偽のものであることがわかり除去された。一方、モデル頭部の上に記されている制作年は、技術的分析によりオリジナルであると確認された。

## 作品
バルドゥングの肖像画はデューラーのものほど内省的ではないが、より直接的な視覚的インパクトを持っており、本作では明るい青色の背景と豪華な衣服、鎖によって、そのインパクトが強められている。
本作に描かれている人物の名前はわかっていないが、その身なりによって多くのことがわかる。大きな毛皮の襟のあるコート、帽子の上の宝石、金色の鎖から下げられた2つのメダルを身に着けている彼は、おそらくシュヴァーベン出身の貴族である。メダルの1つは聖母子 (ブランデンブルク選帝侯フリードリヒ2世により設立された貴族だけのための教団、白鳥の聖母団 《Company of Our Lady of the Swan》 の象徴) を表し、もう1つは魚を持つハヤブサ (シュヴァーベン地方で貴族のために馬上槍試合を行ったハヤブサと魚の騎士団の象徴) を表している。モデルの人物の膨らんだ袖はほとんど見えないが、それは作品が本来、人物の腕の大部分を表していたものの、ナショナル・ギャラリーに所蔵される以前に下部が切断されたことを示唆している。